# Ankeny (Iowa)
Ankeny ist eine Stadt (mit dem Status „City“) im Polk County im Zentrum des US-amerikanischen Bundesstaates Iowa. Im Jahr 2020 hatte die Stadt 67.887 Einwohner.
Ankeny ist Bestandteil der Metropolregion um Iowas Hauptstadt Des Moines.

## Geografie
Ankeny liegt im nördlichen Vorortbereich von Des Moines am östlichen Ufer des zum Saylorville Lake aufgestauten Des Moines River. Die Stadt liegt auf 41°43′47″ nördlicher Breite und 93°36′21″ westlicher Länge und erstreckt sich über 75 km².
Nachbarorte sind Des Moines (17,8 km südlich bis zum Stadtzentrum), Polk City (14,5 km nordwestlich), Elkhart (11,3 km nordöstlich), Bondurant (14,9 km südöstlich), Berwick (10,2 km südsüdöstlich) und Saylorville (10,1 km südwestlich).
Die nächstgelegenen größeren Städte sind Cedar Rapids (181 km ostnordöstlich), Kansas City in Missouri (329 km südsüdwestlich), Nebraskas größte Stadt Omaha (241 km westsüdwestlich) und Minneapolis in Minnesota (377 km nördlich).

## Verkehr
Östlich der Innenstadt verläuft in Nord-Süd-Richtung Interstates 35, die die Städte Des Moines und Minneapolis miteinander verbindet. Parallel dazu verläuft der U.S. Highway 69 durch das Zentrum von Ankeny.
Die Stadt hat Anschluss an das Eisenbahnnetz der Union Pacific Railroad.
Im Südosten des Stadtgebietes liegt der Ankeny Regional Airport; der nächste Großflughafen ist der 27,6 km südsüdwestlich gelegene Des Moines International Airport.

## Geschichte
Ankeny wurde 1875 von John Fletcher Ankeny, einem Geschäftsmann aus Des Moines, als ländliche Gemeinde gegründet. 1903 wurde Ankeny der Status City verliehen. 1940 ließ die US-Regierung eine Munitionsfabrik errichten, die heute als Fertigungsstelle des Landmaschinenkonzerns John Deere dient.

## Demografische Daten
Nach der Volkszählung im Jahr 2010 lebten in Ankeny 45.582 Menschen in 16.308 Haushalten. Die Bevölkerungsdichte betrug 607,8 Einwohner pro Quadratkilometer.
Ethnisch betrachtet setzte sich die Bevölkerung zusammen aus 94,7 Prozent Weißen, 1,2 Prozent Afroamerikanern, 0,1 Prozent amerikanischen Ureinwohnern, 2,0 Prozent Asiaten sowie aus anderen ethnischen Gruppen; 1,3 Prozent stammten von zwei oder mehr Ethnien ab. Unabhängig von der ethnischen Zugehörigkeit waren 2,3 Prozent der Bevölkerung spanischer oder lateinamerikanischer Abstammung.
In den 16.308 Haushalten lebten statistisch je 2,57 Personen.
27,7 Prozent der Bevölkerung waren unter 18 Jahre alt, 64,0 Prozent waren zwischen 18 und 64 und 8,3 Prozent waren 65 Jahre oder älter. 51,0 Prozent der Bevölkerung war weiblich.
Das jährliche Durchschnittseinkommen eines Haushalts lag bei 71.963 USD. Das Pro-Kopf-Einkommen betrug 31.495 USD. 4,2 Prozent der Einwohner lebten unterhalb der Armutsgrenze.